# Ламантинові
Ламанти́нові (Trichechidae) — родина великих водних ссавців ряду сиреноподібних. У сучасній фауні родина представлена одним родом ламантин (Trichechus), в межах якого розрізняють три види. Ці травоїдні тварини мешкають на мілководді та живляться водною рослинністю.

## Зовнішній вигляд
Представники родини ламантинових відрізняються від представників родини дюгоней формою черепа і хвоста. Хвіст ламантина має форму весла, тоді як хвіст дюгоня — форму вилки. Одна з унікальних рис, що єднає ламантинів зі слонами, є постійна зміна кореневих зубів, в цілому нехарактерна для ссавців. Нові зуби з'являються далі по щелепі та, поступово пересуваючись уперед, витісняють старі. Крім того, соски у ламантинів розташовані між передніми кінцівками, так само як і у слонів. Через цю особливість моряки у стародавні часи вважали ламантинів русалками, або сиренами, що знайшло відображення у науковій назві ряду.

## Ареал
Ламантини населяють мілководні, заболочені прибережні райони та річки Карибського моря, Мексиканської затоки, басейну Амазонки та Західної Африки.

## Систематика
Ламантинові (Trichechidae):

підродина †Miosireninae
- †Anomotherium
  - †Anomotherium langewieschei
- †Miosiren
  - †Miosiren canhami
  - †Miosiren kocki

підродина Trichechinae
- Ламантин (Trichechus)

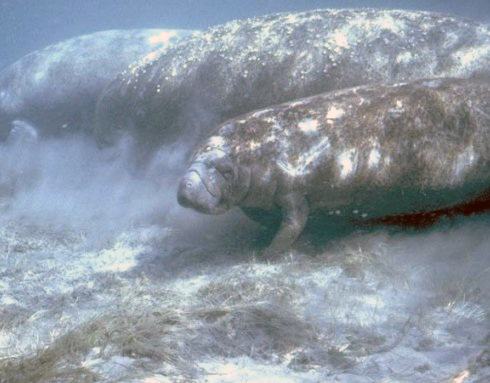
Група із трьох ламантинів

  - Ламантин американський (Trichechus manatus)
  - Ламантин амазонський (Trichechus inunguis)
  - Ламантин африканський (Trichechus senegalensis)
  - †Trichechus hesperamazonicus
- †Potamosiren
  - †Potamosiren magdalenensis
- †Ribodon
  - †Ribodon limbatus

Африканські ламантини живуть поблизу берегів і в річках екваторіальної Африки (на західному узбережжі), амазонських ламантинів можна зустріти на східному узбережжі Південної Америки (у річках Амазонка, Оріноко і їх притоках), американські ламантини мешкають у Вест-Індії (узбережжя Карибського моря від Флориди до Бразилії). Деякі виділяють флоридського ламантина в окремий вид, але «Інтегрована система таксономічної інформації» розглядає його як підвид американського ламантина. Флоридські ламантини досягають 4,5 і більше метрів в довжину; мешкають як в прісній, так і в солоній воді. На ламантинів полювали через їх жир і м'ясо; зараз полювання на них заборонене.

## Загрози
Американський ламантин — загрожений вид. Хоча йому і не страшні ніякі природні хижаки, експансія людини зменшила його природне місце існування в прибережних областях. Їх повільна натура та допитливий характер призводить до жорстоких зіткнень з моторними човнами та катерами. На деяких особинах було виявлено понад 50 шрамів від лопатей гвинта. Ламантини заковтують рибальські снасті, потрапивши в травну систему тварини, вони збиваються в клубок і починають поволі вбивати тварину. Природні причини смерті включають несприятливі температури, полювання крокодилів на молодняк та хвороби.

## Захист і охорона
Ламантини часто відвідують електростанції, що спускають теплу воду. Звикнувши до цього постійного джерела неприродного тепла, ламантини припинили мігрувати в теплі води. Останнім часом електростанції почали закриватися, і «Служба Охорони Рибальства і Диких Тваринних США» намагається знайти спосіб нагрівати воду для ламантинів.